# Регионални центар за професионални развој запослених у образовању у Нишу
| Регионални центар за професионални развој запослених у образовању у Нишу |                                 |
|                                                                          |                                 |
| Врста:                                                                   | Државна установа                |
| Основан:                                                                 | 30. јануар 2004.2004.           |
| Седиште:                                                                 | Ниш, Париске Комуне бб · Србија |
| Директор:                                                                | Данијела Марковић               |
| Број запослених:                                                         | 19                              |
| Веб презентација                                                         | http://www.rcnis.edu.rs/        |

Регионални центар за професионални развој запослених у образовању у Нишу прва је институција те врсте (регионалног типа) у Србији, основни са задатком да унапреди професионални развој и пружи стручну помоћ запослених у образовању. Основан је као један од пројеката „Подршка краљевине Норвешке оснивању Регионалног центра за професионални развој запослених у образовању“, на простору Републике Србије. 

## Историјат
Регионални центар за професионални развој запослених у образовању основан је у Нишу удруженим активностима Влада Краљевине Норвешке, Министарства просвете Србије и Град Ниш, 30. јануара 2004. године кроз пројекат „Подршка краљевине Норвешке оснивању Регионалног центра за професионални развој запослених у образовању“.
Након оснивања центра у Нишу у наредних седам година, следило је удруживање центара овог типа у удружење под називом „Удружење Регионалних и Центара за стручно усавршавање запослених у образовању“, 2011. године са циљем да се кроз удружење координише рад 12 новооснованих Центара у следећим градовима Србије: Ниш, Ужице, Чачак, Кикинда, Крушевац, Смедерево, Л есковац, Кањижа, Шабац, Крагујевац, Нови Пазар и Књажевац. Размештај ових Центара одређен је на основу Одлуке Министраства просвете Србије, у складу са стратешким опредељењима и принципима децентрализације, једнакости и доступности система стручног усавршавања наставника.
Регионални центар у Нишу, као првоосновани, у наредним години, не само да је постао лидер у континуираној реализацији активности из свих области образовања, већ је дао значајну подршку развоју осталих Центра у Србији.

## Намена и задаци
Регионални центар основан је са намером за обављањем развојних, саветодавних, истраживачких и стручних послова у предшколском, основном и средњем образовању и васпитању, а све у циљу 
- обезбеђивања бољег квалитета образовања и васпитања,
- стварање услова за обављање послова везаних за развој, праћење и осигурање квалитета рада и стручности наставника, васпитача, стручних сарадника и директора у предшколском, основном и средњем образовању и васпитању,
- праћење стандарда знања, вештина и способности потребних за наставничку професију и за професионално напредовање, лиценцу и регистар лиценци, акредитацију и вредновање програма за стручно усавршавање,
- учествовање у остваривању међународних програма у области стручног усавршавања.

## Активности
Регионални центар, као институција регионалног типа, те врсте у Србији, кроз бригу о професионалном развоју запослених у образовању има за циљ да кроз следеће активности побољша квалитета образовања на регионалном нивоу:
| Организационе активности      | - Организовање семинара и других облика стручног усавршавања - Организација стручног усавршавања запослених ван образовања - Организација смештаја и исхране за потребе различитих институција и организација. |
| Аналитичке активности         | - Анализа потреба за стручним усавршавањем запослених у образовању - Анализа понуде програма стручног усавршавања                                                                                              |
| Планске и надзорне активности | - Планирање обука других видова стручног усавршавања - Праћење примене различитих облика стручног усавршавања                                                                                                  |
| Оснивачке активности          | - Помоћ при креирању нових програма стручног усавршавања - Формирање и одржавање базе података |
| Учешће у пројектима           | - Учешће у домаћим и међународним пројектима у области образовања |
| Активности у области сарадње  | - Сарадња са Заводом и другим Центрима за професионални развој - Сарадња са локалном заједницом - Сарадња са Министарством просвете и Школском управом - Сарадња са образовно-васпитним установама             |

Регионални центар Ниш у свим напред наведеним активностима сарађује са још 11 центара у Србији, који сви заједно чине Мрежу Регионалних центара и Центара за стручно усавршавање Србије, али и са Министарством просвете и науке и Школским управа, Националним Центром за професионални развој, Заводом за унапређивање васпитања и образовања, Заводом за вредновање образовања и васпитања, локалном самоуправом и заједницом и васпитно-образовним установама на локалу.
Регионални центар у Нишу, поседује формирану и редовно одржаваном базу података, библиотеку са стручном литературом, методичко-дидактичким, педагошко-психолошким, видео и аудио материјалима итд, и као такав најопремљенији је у Србији.

## Ресурси центра
Регионалног центра за професионални развој запослених у образовању од 01. јуна.2006. године смештен је у сопственој згради Регионалног центра у улици Париске комуне бб у Нишу. Регионалног центра за професионални развој запослених у овом објекту располаже са;
- четири класичне учионице,
- једном мултимедијалном учионицом са 16 умрежених рачунара,
- једном савремено опремљеном салуом са 150 места,
- библиотеком са медијатеком,
- чајном кухињом са трпезаријом,
- интернатским делом са 30 лежајева, распорешених у 13 двокреветних и 4 једнокреветне собе,
- рецепцијом и осталим помоћним просторијама
- канцеларијама за запослене.